# Gentoo Linux
Gentoo Linux — швидкий і повністю вільний дистрибутив Linux, призначений для розробників і тих, хто працює з мережами. Він оснащений оригінальною системою керування пакунками під назвою Portage, має засоби створення системних профілів, віртуальних пакунків тощо.

## Назва
Gentoo (вимовляється «дженту») — англійська назва виду пінгвінів Pygoscelis papua. За Книгою рекордів Гінесса 98 цьому виду пінгвінів належить рекорд швидкості плавання (36 км/год).

## Історія
Деніел Робінс (англ. Daniel Robbins) почав розробку Gentoo Linux як дистрибутив Enoch Linux. Поштовхом до створення було бажання створити дистрибутив, який би збирався з вихідних кодів, був відточений для платформи, включав лише найголовніші програми, та полегшував користувачам життя через скриптування. Щонайменше одна версія Enoch вийшла: версія 0.75 у грудні 1999-го.
Деніел та інші розробники використовували форк gcc, щоб досягти 10%-200% приросту швидкості роботи. За це Enoch заслужив репутацію дуже швидкої системи, у зв'язку з чим був перейменований на Gentoo. Форк gcc швидко став частиною офіційного gcc, і швидкість стала доступна іншим дистрибутивам.
Після проблем зі своїм дистрибутивом Деніел призупинив розробку Gentoo, і переключився на FreeBSD на кілька місяців, пізніше сказавши: «Я вирішив додати кілька функцій FreeBSD, щоб зробити нашу систему автозбірки (зараз іменується Portage) справжньою системою портів нового покоління» («англ. I decided to add several FreeBSD features to make our autobuild system (now called Portage) a true next-generation ports system»).
Gentoo Linux 1.0 вийшла 31 березня 2002-го.
Робінс хотів зробити Gentoo успішним комерційним проєктом, але його приблизна бізнес-модель видалась йому неуспішною. 2004-го він створив Gentoo Foundation, передав їй усі авторські права і торгові марки та став лише власником та засновником проєкту. Потім працював на Microsoft, в лабораторії з розробки Linux. Нині[коли?] він повернувся до проєкту як розробник.

## Філософія
|                 | Я почав роботу над Gentoo, бо не міг знайти дистрибутиву, який би мене влаштовував. В усіх Linux-дистрибутивах я помітив одну неприємну деталь — інсталяційні утиліти, що керують встановленням ПЗ у системі, призначалися для спрощення роботи, проте на практиці лише заважали адмініструванню системи. Тому я створив Gentoo з її власною системою портежів (англ. Portages), досконалішою, ніж усі системи керування пакунками, які існували до цього. Система портежів відрізняється великою гнучкістю і дає можливість користувачеві успішно використовувати її для вирішення конкретних завдань, незалежно від поставлених цілей. Наприклад, якщо ви хочете подивитись подробиці складання пакунка, ви можете подивитись файл ebuild й одержати всю необхідну інформацію звідти. Щоб налаштувати параметри встановлення, можна скористатись змінною USE. Щоб додати новий пакунок, можна просто створити новий файл ebuild для дерева портежів. Ви також можете встановити необхідний пакунок командою emerge — система автоматично простежить за встановленням усіх необхідних пакунків, від яких залежить потрібний вам застосунок. Linux-спільнота оцінила нову систему портежів, і Gentoo почав стрімко розвиватися. Дистрибутив здобув популярність як «дистрибутив вихідників», проте суттю Gentoo є зовсім не принцип «from source» (з початкового коду). Звичайно, це важливий, ключовий принцип дистрибутиву, але не основний. Основним тут є технологія, що дозволяє користувачеві робити із системою все що завгодно, без будь-яких обмежень. Працюючи над цією технологією, я уявляв собі звичайного користувача ОС Linux. Що він (або вона) хотів би зробити з системою? Філософія Gentoo — дистрибутив, що дає можливість робити з системою все що завгодно. Каменем спотикання для появи Gentoo була відсутність простого методу автоматичного встановлення пакунків з початкових текстів, орієнтованого на користувачів, з докладними інструкціями. У цей час ми вирішили це завдання практично повністю. Частково реалізована підтримка наперед скомпільованих пакунків, хоча, з іншого боку, з моменту своєї появи система портежів Gentoo підтримувала установку бінарників. Реалізація підтримки бінарних пакунків дуже важлива, бо багато програм поширюється саме з бінарників. Якби Gentoo не підтримував бінарні пакунки, ми б не змогли назвати його зручним дистрибутивом, що дозволяє користувачеві робити із системою все, що йому заманеться. Втім, крім «філософських» причин для підтримки бінарників є багато причин практичних. Філософію Gentoo можна сформулювати у кількох реченнях. Кожен користувач використовує комп'ютер для вирішення своїх конкретних завдань. Головною метою Gentoo є надання ПЗ, що дозволяє користувачеві виконувати свої завдання ефективно. Утиліти Gentoo мають бути зручними у використанні, мають дозволити користувачеві оцінити всі переваги відкритого програмного забезпечення загалом і Linux зокрема. Таке можливе лише за наявності величезної бази відкритого ПЗ, що відображає всі потреби сучасних користувачів, містить тисячі різноманітних програм, за можливості зручних. Якщо якась утиліта змушує користувача виконувати якісь нестандартні дії для здійснення стандартних операцій — вона скоріше заважає роботі, ніж допомагає. Кожен зустрічав подібні утиліти, незручні у роботі, позбавлені низки очевидних функцій. Таке ПЗ суперечить філософії Gentoo. Інакше кажучи, філософія Gentoo також полягає у розробці коректного ПЗ. Коли утиліта виконує свої і лише свої обов'язки, але виконує їх повністю, ви можете забути про її присутність (що, втім, відповідає філософії Unix взагалі як такої). Вона не завадить, не спробує взаємодіяти з вами, поки ви самі не захочете цього. Нині до перспективи Gentoo входить підтримка й створення ПЗ, близького до ідеалу — потужних та простих у використанні утиліт, здатних забезпечити виконання безлічі різних завдань. Хіба не чудово мати ПЗ, що робить саме те, що ви від нього хочете? Хіба це не викликає почуття естетичної насолоди? Наше завдання — донести це почуття до якомога більшої кількості людей. |
| — Деніел Робінс | |

## Доступність платформи
Gentoo доступний для більшості платформ, на відміну від інших дистрибутивів Linux.
Спочатку спроєктований для архітектури x86, був портований на більшість інших таких як: PowerPC, PowerPC 970, SPARC, AMD64, IA64, MIPS, DEC Alpha, PA-RISC, ARM, IBM zSeries/s390, SuperH та 68k. Gentoo був першим Linux-дистрибутивом, що був портований для 64-бітних процесорів PowerPC 970 (G5) (включно з користувацькою оболонкою та ядром).
Також є проєкт «Gentoo for Mac OS X», що дозволяє користувачам Mac OS X використовувати Gentoo-вську систему Portage, щоб встановлювати пакунки схожі на Fink.

## Portage
Portage подібний до системи керування пакунками у *BSD, що називається порти (ports); Система Portage працює подібно до APT у Debian. Portage написаний мовою програмування Python, і є головним знаряддям, що визначає Gentoo. Система Portage по суті складається з двох речей: бази даних доступних програм, інструкцій з їхнього збирання, компіляції, встановлення (ebuild) та високорівневого менеджера пакунків, програми emerge.

## Бінарні пакунки
Починаючи з грудня 2023 року, Gentoo офіційно надає готові бінарні пакунки для архітектур x86-64 і ARM.
Завдяки Portage у Gentoo можна максимально оптимізувати програмне забезпечення «під себе».
На базі Gentoo створені такі дистрибутиви як Calculate Linux, Sabayon Linux та SystemRescueCd (призначений для відновлення системи та даних).

## Застереження
Gentoo Linux — це не іграшка для новачків, а інструмент досвідченого професіонала. В цьому дистрибутиві всі пакунки потрібно ставити самому (у варіанті з самостійною компіляцією системи). Також практично неможливо працювати без широкого каналу доступу до інтернету.